# 米澤爾法特
米澤爾法特（丹麥語：Middelfart），丹麥菲英島上的一座拥有37,685人口（2014年）的城市，为米澤爾法特市鎮的行政中心。
从中世纪到19世纪末，当地的渔民在冬天是捕鲸者，在丹麦水域中唯一常见的鲸是港灣鼠海豚。当地的交通有水运和铁路。